# Adam Bromberg
Adam Bromberg, ur. jako Adolf Bromberg (ur. 12 marca 1912 w Lublinie, zm. 23 marca 1993 w Sztokholmie) – polski wydawca książek o tematyce naukowej, encyklopedysta.

## Życiorys

### Młodość
Urodził się w Lublinie w rodzinie żydowskiej. Syn przedsiębiorcy Symchy Bromberga i Gitli Zysli z domu Borensztajn. Rodzice nadali mu imię Adolf, w 1955 roku oficjalnie zmienił je na Adam. Dzieciństwo i młodość spędził w Lublinie, mieszkał w kamienicy ojca przy ulicy 3 maja 22. Ze względu na problemy zdrowotne początkowo kształcił się w domu, od 1922 roku uczęszczał do Gimnazjum Humanistycznego Towarzystwa Zakładania Szkół Żydowskich w Lublinie.
Pod wpływem starszej siostry, Reginy, zaangażował się w działalność organizacji lewicowych. Jako uczeń był jednym z organizatorów Związku Młodzieży Szkolnej, współpracującego z nielegalnym Komunistycznym Związkiem Młodzieży Polski. Według własnych wspomnień zajmowali się kolportażem ulotek KZMP oraz wypisywaniem haseł na murach. W 1930 roku organizacja została odkryta przez policję i jej członkom wytoczono proces. Bromberg uniknął kary ze względu na wpływy ojca.
W 1930 roku zdał maturę, pod presją ojca opuścił Lublin i podjął studia w Wyższej Szkole Handlu Zagranicznego w Wiedniu, podczas pobytu w Austrii pracował również w księgarni oraz nawiązał współpracę z Komunistyczną Partią Austrii. W 1932 roku powrócił do Polski, objął funkcję sekretarza Wydziału Wojskowego Okręgowego Komitetu Komunistycznej Partii Zachodniej Ukrainy we Lwowie. Podjął również studia historyczne na Uniwersytecie Jana Kazimierza we Lwowie, pracował w wypożyczalni książek „Lektura”.
W 1934 roku komórka kierowana przez Bromberga została zinfiltrowana przez kontrwywiad wojskowy, a on sam został aresztowany pod zarzutem szpiegostwa i osadzony w więzieniu Brygidki. Sąd pierwszej instancji oddalił zarzuty, a sprawa została skierowana do Sądu Grodzkiego we Lwowie. 13 marca 1935 roku Sąd Okręgowy we Lwowie skazał go na 3,5 roku więzienia. Karę odbywał we Wronkach oraz w Koronowie. Na mocy amnestii opuścił więzienie w grudniu 1936 roku i udał się do Warszawy, gdzie podjął pracę w wydawnictwie Ferdynanda Hoesicka.

### Lata II wojny światowej
Po wybuchu II wojny światowej udał się do Lwowa, gdzie zatrudniony został w wydawnictwie „Książnica-Atlas”, które następnie stało się filią Państwowego Wydawnictwa Mniejszości Narodowych przy Radzie Komisarzy Ludowych Ukraińskiej Socjalistycznej Republiki Radzieckiej. Bromberg kierował w wydawnictwie sekcją polską. W marcu 1941 roku wziął ślub z Anną Pauliną Bäcker, miał z tego związku dwie córki, Maję (ur. 1949) oraz Dorotę (ur. 1952).
Po ataku Niemiec na ZSRR został zmobilizowany do Armii Czerwonej i ewakuowany w głąb ZSRR, służył w batalionie budowlanym w Orsku. W 1943 roku wstąpił do tworzonej armii polskiej, skierowany do 1 Dywizji Piechoty im. Tadeusza Kościuszki, w której służył jako oficer oświatowy, a następnie oficer ds. polityczno-wychowawczych. W maju 1944 roku został szefem wydziału politycznego 2 Dywizji Piechoty, a w czerwcu 1944 roku dowódcą szkoły oficerów polityczno-wychowawczych przy 3 Dywizji Piechoty. W październiku 1944 roku został zastępcą dowódcy 1 Brygady Pancernej ds. polityczno-wychowawczych. W maju 1945 roku został mianowany szefem Zarządu Polityczno-Wychowawczego Marynarki Wojennej. Wojnę zakończył w stopniu majora, został odznaczony Krzyżem Virtuti Militari V klasy oraz Krzyżem Grunwaldu III klasy. 
Podczas wojny zginęła większość jego rodziny, przeżyła jedynie żona, którą po wojnie odnalazł w Poznaniu oraz bratanica, której stał się formalnym opiekunem.

### Lata 1945–1956
W listopadzie 1945 roku mianowano go szefem wydziału redakcyjno-wydawniczego Głównego Zarządu Polityczno-Wychowawczego Wojska Polskiego. W lutym 1946 roku został zastępcą Leona Kasmana jako dyrektora wydawnictwa „Książka” oraz wykładowcą Centralnej Szkoły Oficerów Polityczno-Wychowawczych. W 1947 roku zorganizował Wydawnictwo Ministerstwa Obrony Narodowej, działające początkowo pod nazwą Prasa Wojskowa, którym kierował do października 1951. 
Równocześnie dużo publikował na temat polityki państwa w ruchu wydawniczym. Jesienią 1952 roku opuścił wojsko w stopniu pułkownika i został wiceprezesem Centralnego Urzędu Wydawnictw, Przemysłu Graficznego i Księgarstwa, na którego czele stał Karol Kuryluk. Został odznaczony przez Bolesława Bieruta Krzyżem Komandorskim Orderu Odrodzenia Polski. W maju 1953 roku otrzymał stanowisko dyrektora Państwowego Wydawnictwa Naukowego. 
W 1954 roku jako wolny słuchacz rozpoczął studia dziennikarskie na Uniwersytecie Warszawskim, studia ukończył w trybie przyspieszonym i w listopadzie 1955 roku uzyskał tytuł magistra. Miesiąc później został zatrudniony w Katedrze Teorii i Praktyki Dziennikarstwa na Wydziale Dziennikarstwa UW, nadano mu tytuł „zastępcy profesora”.
W 1955 otrzymał Medal 10-lecia Polski Ludowej (na wniosek Ministra Przemysłu Drzewnego i Papierniczego) oraz Srebrny Krzyż Zasługi za zasługi w pracy zawodowej w dziedzinie przemysłu drzewnego papierniczego.

### Lata 1956–1969
Kierowane przez niego PWN wydało w 1959 Małą encyklopedię powszechną. Od 1957 prowadzono prace nad Wielką encyklopedią powszechną PWN, której pierwszy tom wydano w 1962. Kontynuowano także wydawanie serii „Biblioteka Klasyków Filozofii” przejętej od Państwowego Instytutu Wydawniczego w 1952, zainicjowano współpracę z wydawcami zagranicznymi. 
W 1964 doktoryzował się na Uniwersytecie Warszawskim na podstawie pracy Ruch wydawniczy w Polsce 1944–1964, pisanej pod kierunkiem Krystyny Remerowej. 
Został odwołany z funkcji dyrektora PWN w dniu 1 czerwca 1965, po niekorzystnej dla niego kontroli NIK i negatywnej ocenie możliwości przeprowadzenia przez niego zmian kadrowych i przywrócenia pełnej kontroli politycznej nad wydawnictwem. Mianowano go radcą w Ministerstwie Szkolnictwa Wyższego. Od 1967 roku pełnił funkcję zastępcy redaktora naczelnego Państwowych Zakładów Wydawnictw Szkolnych.
Został usunięty z PZPR w kwietniu 1968 roku w związku z wydarzeniami marca 1968. Zarzucono mu brak nadzoru politycznego i ideologicznego nad działalnością PWN, w którym nie pracował już od niemal trzech lat, a także nadużycia finansowe. Został zwolniony z pracy w PZWS oraz na Uniwersytecie Warszawskim, zaczął pracować jako kierownik biblioteki w Instytucie Transportu Samochodowego w Warszawie. Został aresztowany 21 czerwca 1969 roku pod zarzutem narażenia na straty finansowe PWN. Opuścił areszt 15 lipca 1969 roku, a postępowanie przeciwko niemu umorzono. 
W listopadzie 1969 roku jego młodsza córka uzyskała zgodę na wyjazd z Polski, udała się do Szwecji.

### Lata 1970–1993
W sierpniu 1970 roku wyemigrował z Polski razem z żoną i drugą córką, udali się do Szwecji. W 1972 został zdegradowany rozkazem ministra obrony narodowej Wojciecha Jaruzelskiego. 
W latach 1970–1975 pracował na Uniwersytecie w Uppsali, zajmował się tłumaczeniem literatury paleontologicznej z języka rosyjskiego na niemiecki. Publikował felietony w paryskiej „Kulturze”. W 1975 założył razem z córką Dorotą wydawnictwo Brombergs Bokförlag, w którym publikowano szwedzkie tłumaczenia m.in. Czesława Miłosza, Isaaca Bashevisa Singera, Octavio Paza i Johna Maxwella Coetzee'ego. 
Przed śmiercią sporządził wiele notatek i nagrań zawierających opowieści autobiograficzne, które stanowiły kanwę dla Henryka Grynberga do napisania w 2000 książki Memorbuch.